# Северівка
Северівка — колишнє село в Україні, в Народицькому районі Житомирської області. Населення в 1981 році — 80 осіб.
Від 1923 року підпорядковувалось новоствореній Любарській сільській раді Базарської волості Овруцького повіту. Згодом, разом із сільрадою, входило до складу Базарського, Овруцького, Малинського та Народицького районів Житомирської області.
Відселене через радіоактивне забруднення внаслідок аварії на ЧАЕС. Зняте з обліку 27 грудня 1996 року Житомирською обласною радою. 